# Cordilheira do Donets
A Cordilheira do Donets é um planalto localizado nos oblasts de Lugansk e Donetsk (Ucrânia), e Rostov (Rússia). Tem cerca de 370 km de comprimento.